# Kuifhoenders

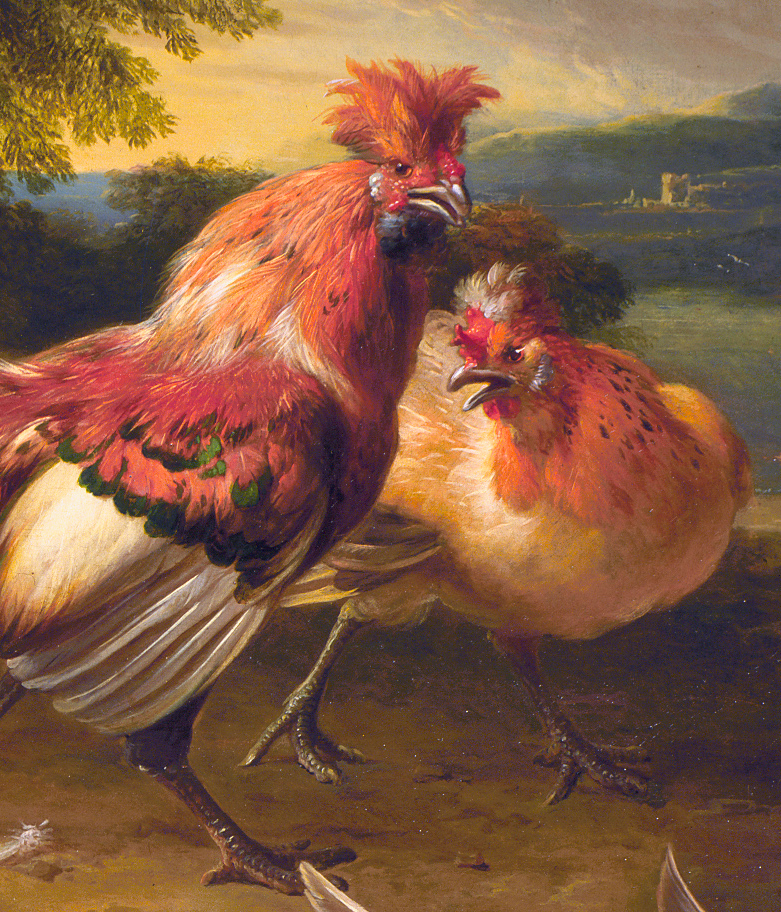
Historische afbeelding van d’Hondecoeter

Kuifhoenders zijn een siervorm van de gedomesticeerde kip, die zich onderscheiden door opstaande en verlengde veren op de schedel.

## Geschiedenis en verbreiding
Het bestaan van kuifhoenders ten tijde van het Romeinse Rijk werd door opgravingen in England bewezen. Op schilderijen werden de hoenders vooral door Nederlandse schilders in de 17e eeuw afgebeeld. Sinds die tijd behoren kuifhoenders tot de populairste sierkippen in West-Europa. Na de opkomst van de tentoonstellingsfokkerij in de 19e eeuw werden veel kuifhoenders ontdekt en gefokt, zoals in de Nederlanden, Noordwest-Frankrijk, Italië, Polen, Duitsland, Rusland en de westelijke Balkan. Onafhankelijk daarvan kan men ongeselecteerde populaties in IJsland en Afrika vinden.

## Genetica
De kuifvorming wordt veroorzaakt door de mutatie Crest (Cr), die onvolkomen autosomaal dominant vererft. In de praktijk betekent dit, dat zowel homozygote als ook heterozygote dieren met deze mutatie een kuif hebben. Bij de homozygote dieren is de kuifvorming echter meer uitgesproken. De mutatie ligt op de linking group E22C19W28.

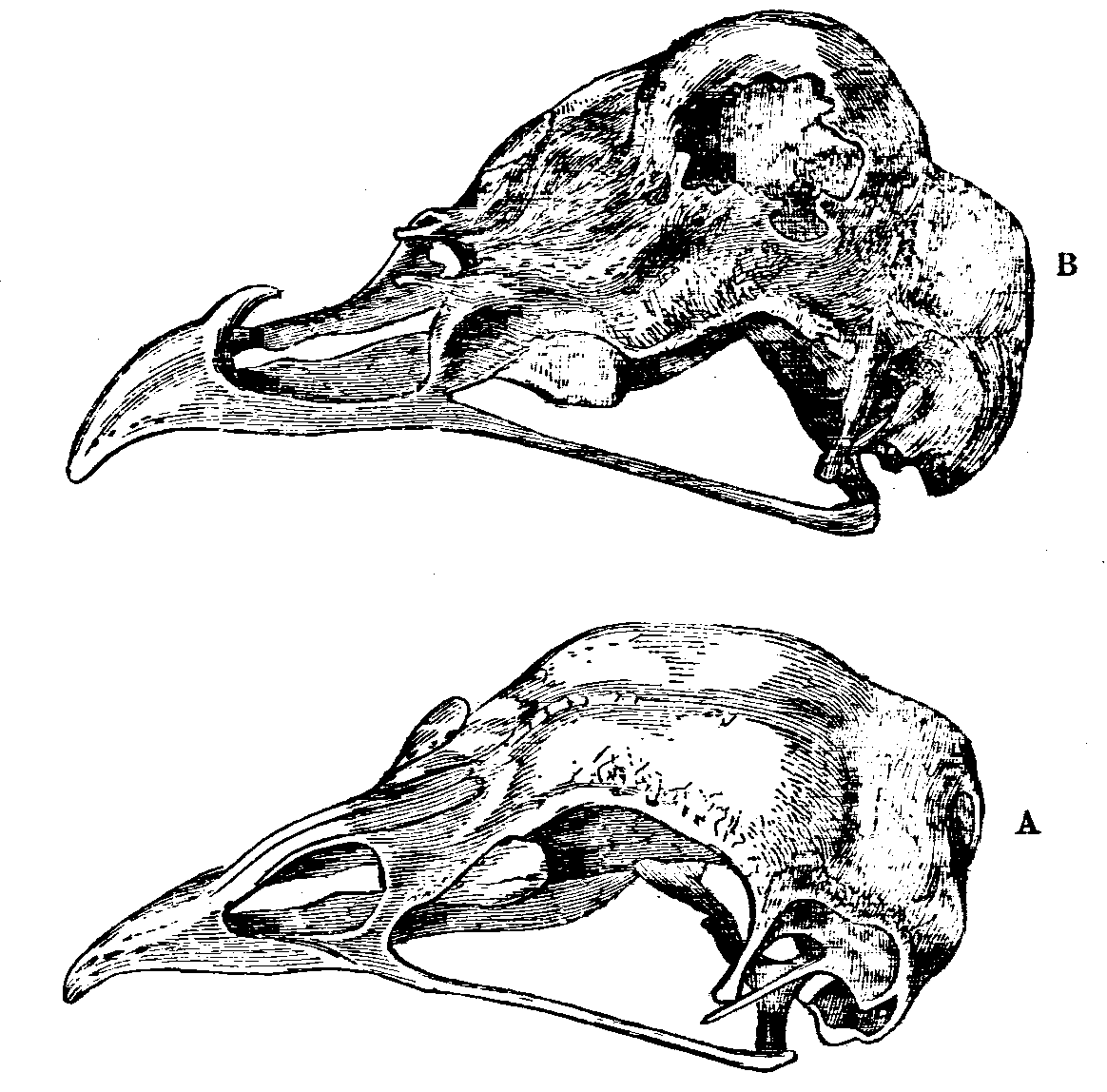
Schedelvorm van een kuifhoen (B) en een Bankivahoen (A)

## Schedelknobbel
De uitgesprokene en bolvormige groei van de kuif bij de ware kuifhoenders wordt veroorzaakt door een knobbel op de schedel. Neurobiologische onderzoeken hebben aangetoond dat deze vervorming ook de hersenanatomie betreft, echter zonder relevantie voor de functie.

## Lijst van kuifhoenderrassen

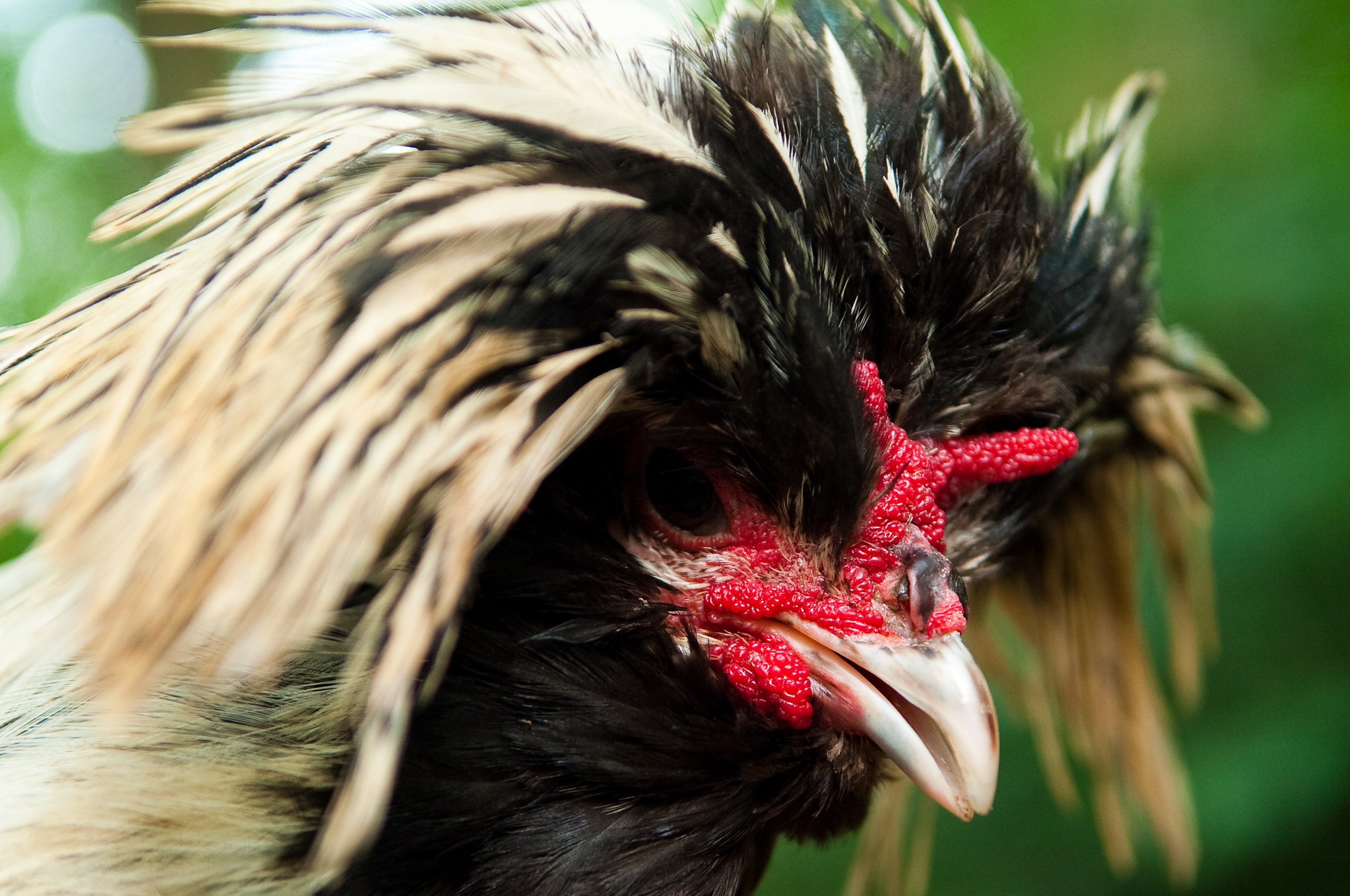
Hollands kuifhoen

- Altsteirer
- Annaberger Haubenstrupphuhn
- Brabanter
- Kraaikop
- Burmahoen
- Crève coeur
- Uilebaard

- Hollands kuifhoen
- Houdan
- Kosovaarse kraaier
- Nederlands baardkuifhoen
- Paduahoen
- Pavlovhoen of Pawlowskaja
- Posavisch kuifhoen
- Appenzeller Spitzhaube
- Sultanhoen